# Lucky-Goldstar Hwangso Football Club 1985
Questa voce raccoglie le informazioni riguardanti il Lucky-Goldstar Hwangso Football Club nelle competizioni ufficiali della stagione 1985.

## Stagione
Nel corso della stagione la squadra, trascinata dai gol del nazionale thailandese Piyapong Pue-on, si propose immediatamente nel lotto delle candidate alla vittoria del campionato, lottando alla pari con lo Hyundai Horangi e il Daewoo Royals. Un calo accusato dalle altre due contendenti sul finire del torneo favorirà il ritorno al vertice del Lucky Goldstar che, dopo aver assunto il comando solitario della classifica respingerà un ultimo attacco dello Hyundai Horangi e prenderà definitivamente il largo, ottenendo infine il titolo nazionale.

## Maglie e sponsor
Vengono confermate le divise impiegate durante la stagione precedente, con le colorazioni invertite. La Lucky Goldstar è presente sia come sponsor ufficiale, sia come sponsor tecnico, in quest'ultimo caso sotto il marchio di Bando Fashion.
| Manica sinistra · Maglietta · Manica destra · Pantaloncini · Calzettoni | Manica sinistra · Maglietta · Manica destra · Pantaloncini · Calzettoni |  |

## Rosa
| N. |                          | Ruolo | Calciatore                |
| -- | ------------------------ | ----- | ------------------------- |
|    | Corea del Sud (bandiera) | P     | Kim Hyun-Tae              |
|    | Corea del Sud (bandiera) | P     | Seo Seok-Bum              |
|    | Corea del Sud (bandiera) | D     | Cho Young-Jeung           |
|    | Corea del Sud (bandiera) | D     | Cho Min-Kook              |
|    | Corea del Sud (bandiera) | D     | Jung Hae-Seong            |
|    | Corea del Sud (bandiera) | D     | Kim Kwang-Hoon (capitano) |
|    | Corea del Sud (bandiera) | D     | Shin Jae-Heum             |
|    | Corea del Sud (bandiera) | D     | Kwon Oh-Son               |
|    | Corea del Sud (bandiera) | C     | Choi Jin-Han              |
|    | Corea del Sud (bandiera) | C     | Han Moon-Bae              |

| N. |                          | Ruolo | Calciatore      |
| -- | ------------------------ | ----- | --------------- |
|    | Corea del Sud (bandiera) | C     | Kang Deuk-Soo   |
|    | Corea del Sud (bandiera) | C     | Kim Sam-Soo     |
|    | Corea del Sud (bandiera) | C     | Kim Tae-Young   |
|    | Corea del Sud (bandiera) | C     | Park Byung-Chul |
|    | Corea del Sud (bandiera) | C     | Park Hang-Seo   |
|    | Corea del Sud (bandiera) | C     | Wang Sun-Jae    |
|    | Corea del Sud (bandiera) | A     | Lee Boo-Yeol    |
|    | Corea del Sud (bandiera) | A     | Lee Sang-Rae    |
|    | Thailandia (bandiera)    | A     | Piyapong Pue-on |

## Calciomercato
| Acquisti | Acquisti     | Acquisti              | Acquisti   |
| R.       | Nome         | da                    | Modalità   |
| -------- | ------------ | --------------------- | ---------- |
| C        | Choi Jin-Han | Kookmin Bank          | definitivo |
| C        | Wang Sun-Jae | Hanil Bank            | definitivo |
| C        | Lee Boo-Yeol | Università di Myongji | definitivo |

| Cessioni | Cessioni     | Cessioni         | Cessioni |
| R.       | Nome         | a                | Modalità |
| -------- | ------------ | ---------------- | -------- |
| D        | Min Jin-Hong | Yukong Elephants |          |

## Risultati

### Korean Super League

#### Prima fase
| Seul 15 maggio 1985 | POSCO Atoms | 0 – 1 | Lucky-Goldstar Hwangso | Dongdaemun Stadium |

| Incheon 20 aprile 1985 | Hallelujah Eagles | 0 – 0 | Lucky-Goldstar Hwangso | Sungui Stadium |

| Jeonju 28 aprile 1983 | Yukong Elephants | 1 – 3 | Lucky-Goldstar Hwangso | Jeonju Stadium |

| Taegu 1º maggio 1985 | Daewoo Royals | 1 – 1 | Lucky-Goldstar Hwangso | Daegu Civil Stadium |

| Masan 12 maggio 1985 | Hyundai Horang-i | 1 – 0 | Lucky-Goldstar Hwangso | Masan Stadium |

| Uijeongbu 18 maggio 1985 | Lucky-Goldstar Hwangso | 0 – 0 | Hanil Bank | Uijeongbu Stadium |

| Gyeongju 27 maggio 1985 | Lucky-Goldstar Hwangso | 1 – 1 | Sangmu | Gyeongju Civic Stadium |

#### Seconda fase
| Uijeongbu 18 giugno 1985 | Lucky-Goldstar Hwangso | 0 – 3 | POSCO Atoms | Uijeongbu Stadium |

| Gangneung 23 giugno 1985 | Hallelujah Eagles | 0 – 2 | Lucky-Goldstar Hwangso | Gangneung Stadium |

| Gangneung 25 giugno 1983 | Lucky-Goldstar Hwangso | 1 – 1 | Yukong Elephants | Gangneung Stadium |

| Pohang 30 giugno 1985 | Lucky-Goldstar Hwangso | 0 – 1 | Daewoo Royals | Pohang Stadium |

| Pusan 2 luglio 1985 | Lucky-Goldstar Hwangso | 3 – 2 | Hyundai Horang-i | Busan Gudeok Stadium |

| Uijeongbu 6 luglio 1985 | Lucky-Goldstar Hwangso | 4 – 0 | Hanil Bank | Uijeongbu Stadium |

| Seul 14 luglio 1985 | Lucky-Goldstar Hwangso | 1 – 0 | Sangmu | Hyochang Stadium |

#### Terza fase
| Incheon 25 agosto 1985 | POSCO Atoms | 2 – 2 | Lucky-Goldstar Hwangso | Sungui Stadium |

| Seul 29 agosto 1985 | Lucky-Goldstar Hwangso | 4 – 1 | Hallelujah Eagles | Dongdaemun Stadium |

| Cheongju 31 agosto 1985 | Lucky-Goldstar Hwangso | 1 – 2 | Yukong Elephants | Cheongju Stadium |

| Gumi 8 settembre 1985 | Lucky-Goldstar Hwangso | 1 – 1 | Daewoo Royals | Gumi Civil Stadium |

| Gumi 10 settembre 1985 | Lucky-Goldstar Hwangso | 3 – 0 | Hanil Bank | Gumi Civil Stadium |

| Ulsan 14 settembre 1985 | Hyundai Horang-i | 1 – 3 | Lucky-Goldstar Hwangso | Ulsan Complex Stadium |

| Incheon 22 settembre 1985 | Lucky-Goldstar Hwangso | 1 – 1 | Sangmu | Incheon Sungui Stadium |

## Statistiche

### Statistiche di squadra
| Competizione        | Punti | Totale | Totale | Totale | Totale | Totale | Totale | DR  |
| Competizione        | Punti | G      | V      | N      | P      | Gf     | Gs     | DR  |
| ------------------- | ----- | ------ | ------ | ------ | ------ | ------ | ------ | --- |
| Korean Super League | 27    | 21     | 10     | 7      | 4      | 35     | 19     | +16 |

### Statistiche dei giocatori
| Giocatore       | Korean Super League | Korean Super League | Korean Super League | Korean Super League |
| Giocatore       | Presenze            | Reti                | Ammonizioni         | Espulsioni          |
| --------------- | ------------------- | ------------------- | ------------------- | ------------------- |
| Choi Jin-Hae    | 5                   | 0                   | 0                   | 0                   |
| Cho Young-Jeung | 5                   | 1                   | 0                   | 0                   |
| Kang Deuk-Soo   | 21                  | 2                   | 0                   | 0                   |
| Kim Hyun-Tae    | 21                  | -19                 | 0                   | 0                   |
| Kim Kwang-Hoon  | 13                  | 0                   | 1                   | 0                   |
| Kwon Oh-Son     | 16                  | 0                   | 2                   | 0                   |
| Lee Boo-Yeol    | 19                  | 1                   | 0                   | 0                   |
| Lee Sang-Rae    | 21                  | 7                   | 0                   | 0                   |
| Park Hang-Seo   | 19                  | 4                   | 3                   | 0                   |
| Piyapong Pue-on | 21                  | 12                  | 0                   | 0                   |